# Бронебашенная батарея

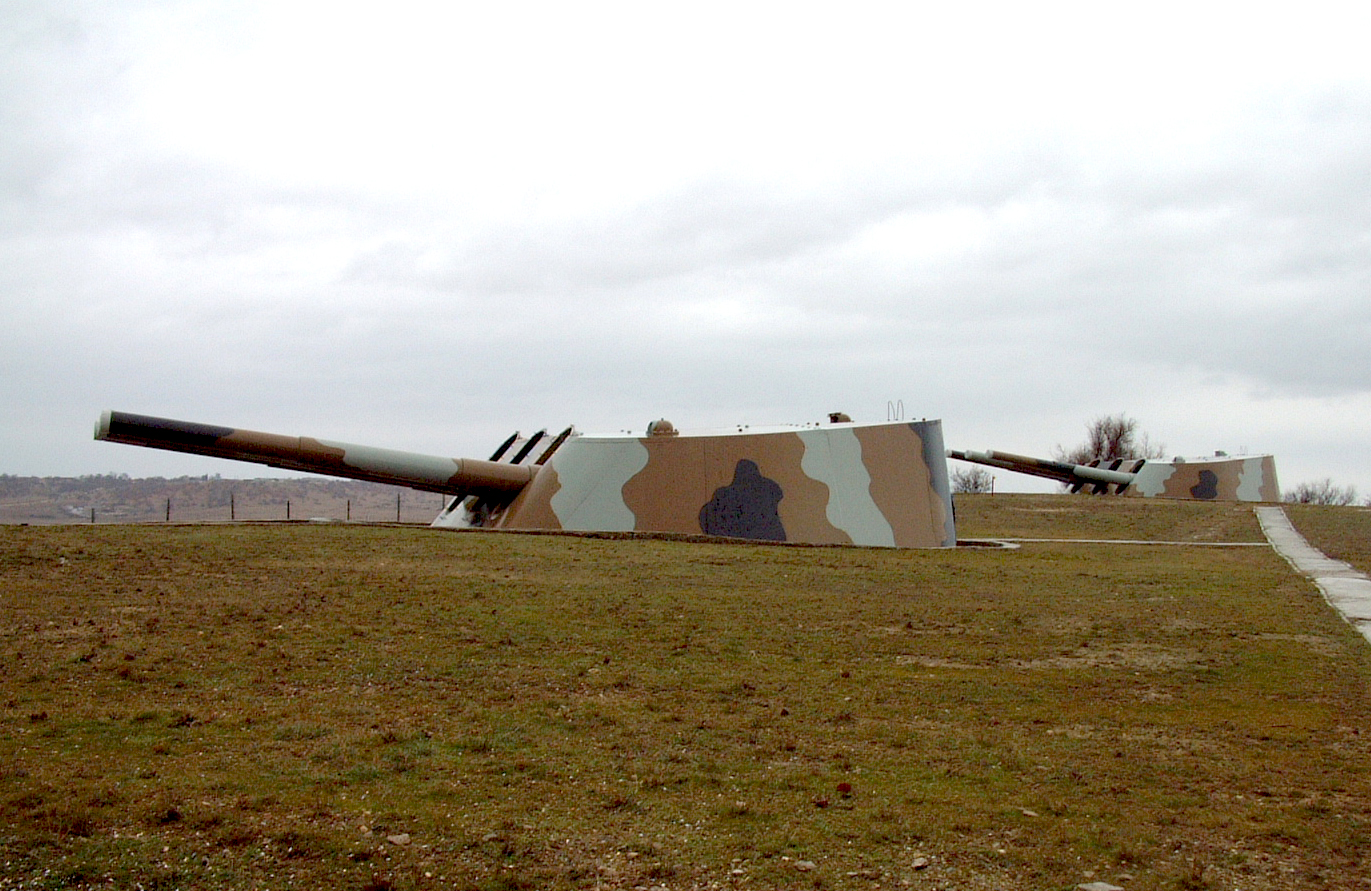
30-я береговая батарея, бронебашенная батарея в системе Севастопольского укрепрайона.

Бронеба́шенная батаре́я — долговременное оборонное сооружение, вооружённое башенной артиллерией. 

## История
Для усиления обороны государства и особенно важных в военном отношении его стратегических пунктов, значение которых выясняется за много лет до начала вооружённого конфликта или войны, и сохраняется на все время военных действий ранее применялась долговременная фортификация. которая является отраслью фортификации, в которую входит подготовка территории государства и его стран (краёв, областей и так далее) к войне, вопросы строительства крепостей (укреплённых районов) и их элементов. Сооружения долговременной фортификации должны долго сопротивляться действию средств разрушения противника, для чего при их возведении используются наиболее прочные материалы (грунт, камень, кирпич, дерево, бетон, железобетон, броня и так далее). Одним из элементов долговременных оборонных сооружений, вооружённых башенной артиллерией были и Бронебашенные батареи. Бронебашенные батареи, в военном деле, применялись с конца XIX века до конца XX века как элемент крепостных укреплений или береговой обороны.
В Союзе ССР бронебашенные батареи, в частности, входили в систему Севастопольского укреплённого района и в систему береговой обороны Владивостока.
Во время холодной войны на шведском острове Эйя (Öja), также известном, как маяк Ландсорт, расположенном в Ботническом заливе, был построен орудийный комплекс для защиты от возможного советского вторжения. Комплекс состоял из многоэтажного подземного бункера, скрытого в гранитных скалах, c 38-ю башенными орудиями калибром 120 мм, и дальностью стрельбы до 27 километров м Был рассчитан на ядерный удар до 100 килотонн.

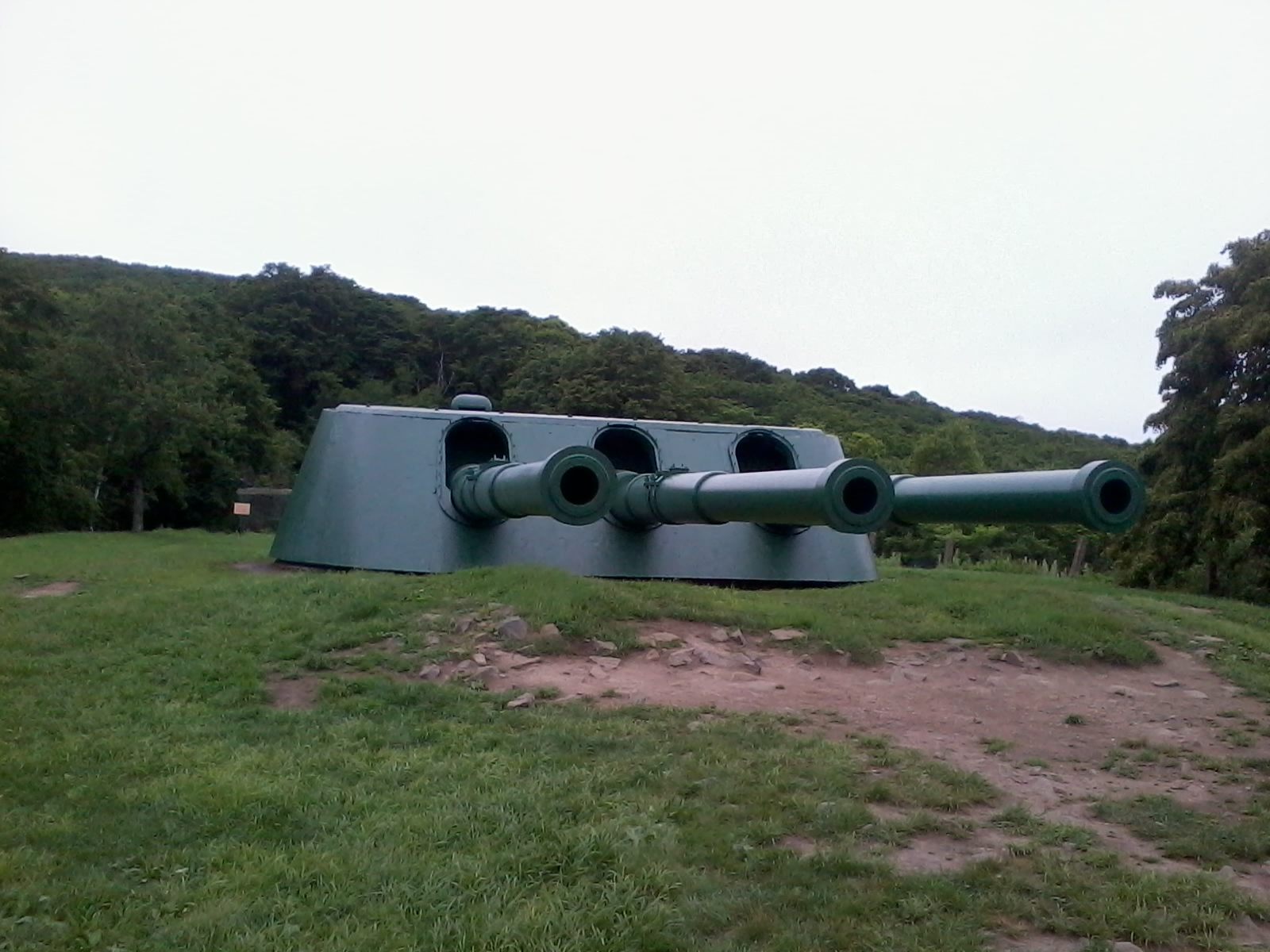
Башня № 2 Ворошиловской батареи.
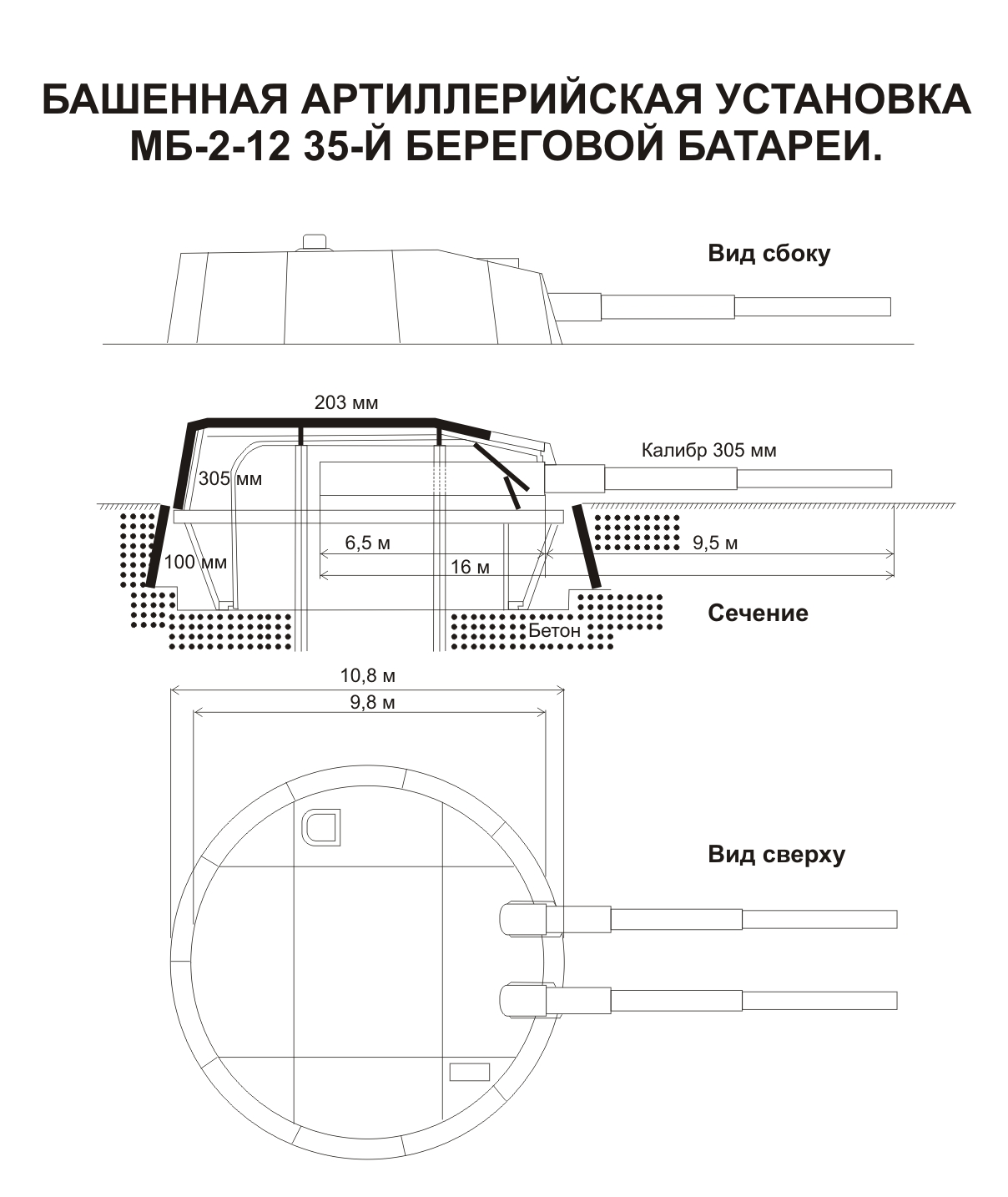
Схема башенной установки, Береговая батарея № 35.
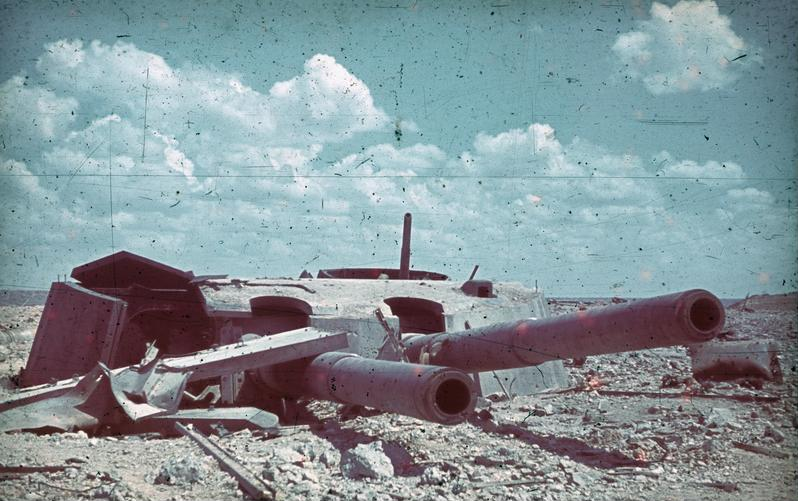
Бронебашенная батарея в системе Севастопольского укрепрайона разрушена, 1942 год.

## Примеры
Ниже представлены примеры бронебашенных батарей, не всех:
- Бронебашенная батарея-30
- Бронебашенная батарея-35
- «Ворошиловская батарея»
- и другие.